# Systém renin-angiotenzin-aldosteron

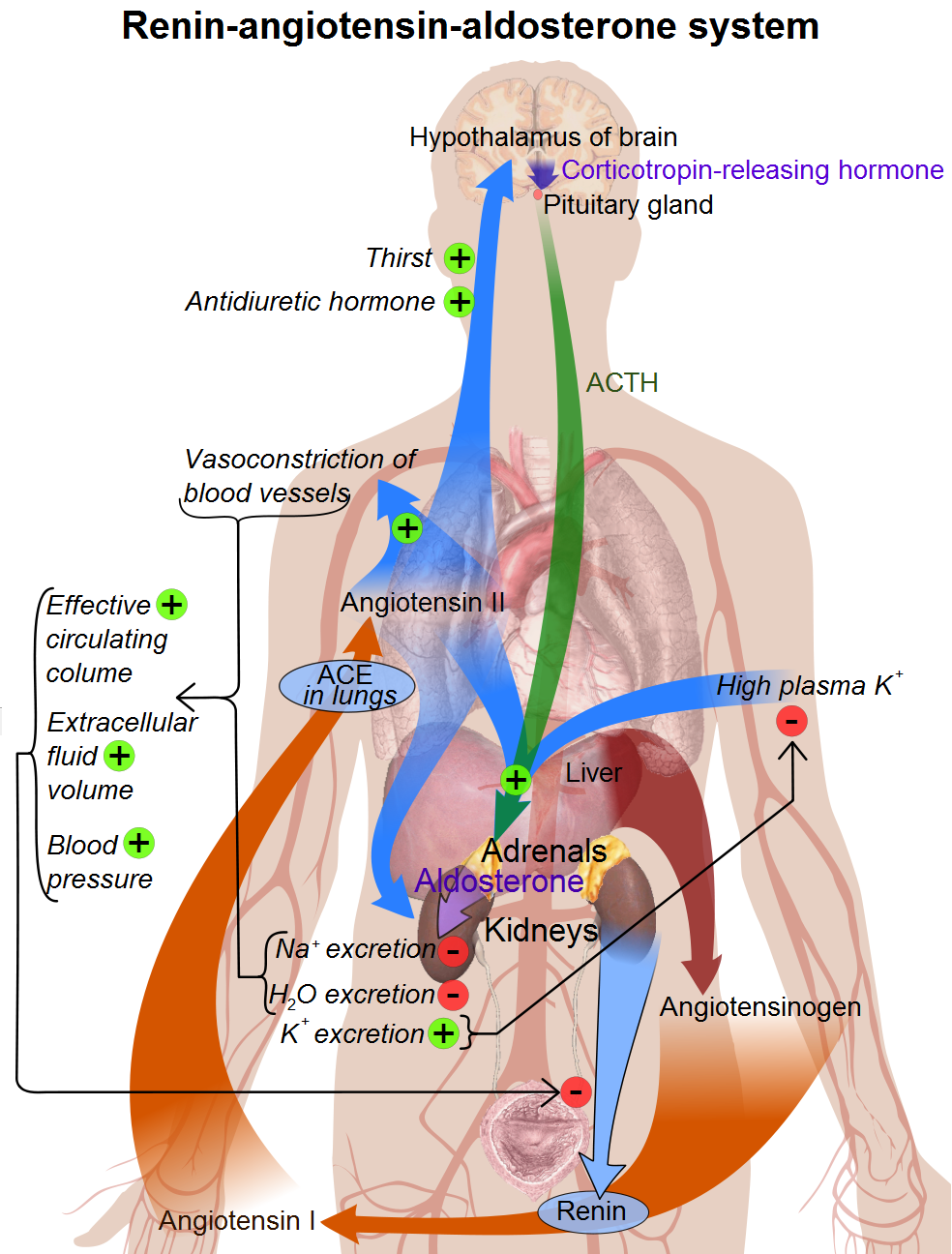
Schema systému renin-angiotenzin-aldosteron

Systém renin-angiotenzin-aldosteron, též systém renin-angiotenzin nebo renin-angiotensinový systém, zkráceně RAA či RAS, je endokrinní, parakrinní a autokrinní osa, která zajišťuje homeostázu organismu regulací krevního tlaku, koncentrací solí a množství extracelulární tekutiny.
Osa je aktivovaná v případě, že receptory v ledvinách zjistí buď snížení krevního tlaku, nebo nízkou hladinu sodíku v krevní plasmě. V tom případě uvolní do krevního oběhu hormon renin. Další možností je přímá aktivace receptorů vegetativním nervstvem přes adrenergní receptor.
Renin v krevní plasmě odštěpí z α2-globulinu angiotenzinogenu, který je produkován v játrech, dekapeptid angiotenzin I, ten je angiotenzin konvertujícím enzymem, který se nachází především ve stěně cév v plicích, přeměněn na angiotenzin II.
Angiotenzin II je ústředním hormonem celého systému. Má silné vazokonstrikční účinky, především na arterioly, čímž zvedá krevní tlak a v kůře nadledvin stimuluje produkci aldosteronu, steroidního hormonu, který v nefronech ledvin spustí zvýšení zpětné resorbce sodíkových iontů a zvýšení sekrece iontů draslíku, přičemž zadržování sodíku je vždy spojeno i se zadržováním vody.
Aktivní systém renin-angiotenzin-aldosteron tedy vede ke smrštění cév a ke snížení vylučování sodíkových iontů a vody ledvinami, dále se objeví pocit žízně a zvýší se tonus sympatického vegetativního nervstva. To vše vede ke zvýšení krevního tlaku a zvýšení koncentrace sodíku, čímž zmizí prvotní podnět pro produkci reninu.
Kromě systémového působení vznikají i místní, tkáňové renin-angiotensinové systémy v jednotlivých orgánech, jako jsou ledviny, mozek či slinivka břišní.